# Nephrotoma excelsior
Nephrotoma excelsior är en tvåvingeart som först beskrevs av Ernst Evald Bergroth 1888.  Nephrotoma excelsior ingår i släktet Nephrotoma och familjen storharkrankar. Inga underarter finns listade i Catalogue of Life.